# Отворено првенство Париза 2011.
Отворено првенство Париза 2011. био је тениски турнир за жене који се играо на затвореним теренима са тврдом подлогом. Турнир се играо 19. пут, и представљао је дио премијер серија турнира. Играо се у Паризу, у Француској од 7. до 13. фебруара 2011.

## Учеснице

### Носиоци
| Држава   | Тенисерка          | Ранг | Носилац |
| -------- | ------------------ | ---- | ------- |
| Белгија  | Ким Клајстерс      | 2    | 1       |
| Русија   | Марија Шарапова    | 13   | 2       |
| Естонија | Каја Канепи        | 17   | 3       |
| Чешка    | Петра Квитова      | 18   | 4       |
| Русија   | Нађа Петрова       | 20   | 5       |
| Њемачка  | Андреа Петковић    | 24   | 6       |
| Белгија  | Јанина Викмајер    | 26   | 7       |
| Словачка | Доминика Цибулкова | 27   | 8       |

### Остале учеснице
Тенисерке које су добиле специјалну позивницу за учешће на турниру:
- Виржини Разано
- Марија Шарапова
- Јанина Викмајер

Тенисерке које су до главног жреба дошле играјући квалификације:
- Јелена Докић
- Весна Манасијева
- Ана Врљић
- Кристина Кучова

## Побједнице

### Појединачно
Петра Квитова је побиједила  Ким Клајстерс, 6–4, 6–3.

### Парови
Бетани Матек Сандс и  Меган Шонеси су побиједиле  Веру Душевину и  Јекатарину Макарову, 6–4, 6–2.